# 303 Fear Faith Revenge
303 Fear Faith Revenge (tiếng Thái: 303 กลัว/กล้า/อาฆาต, RTGS: 303 Klua/Kla/Akhat) là một bộ phim kinh dị Thái Lan 1998 với sự tham gia của Taya Rogers, Artid Ryu và Ananda Everingham. 

## Phân vai
- Ananda Everingham vai Ghu
- Adam Shekleton vai Reptilicant
- Artid Ryu vai Chaidan
- Taya Rogers vai Numkang
- Prinya Intachai vai Pongkhet
- Paul Carey as Traisoon
- Jesdaporn Pholdee vai Prince Dowwaduang Sila
- Songwut Sricherdchutm vai Sihnsamut
- Rerng-Rit Wisamon vai Joe
- Chart-Yodom Hiranyadthiti vai Tee
- Suchao Pongwilai vai ba
- Micheal Pupart vai Brother Wiwat
- Areewan Chatutong vai Miss Orasha
- Charlie Sungkawess vai Mr. Swaeng (as Chalie Sang-Kawes)
- Apichat Choosakul vai Mr. Choo
- Thanalarp Somprakop vai Dej
- Chuchart Silpajarn vai Cherd